# Comté de Kandiyohi
Le comté de Kandiyohi est situé dans l’État du Minnesota, aux États-Unis. Il comptait 41 203 habitants en 2000. Son siège est Willmar.